# Mavis Pugh
Mavis Pugh (ur. 25 czerwca 1914 w Croydon, zm. 6 grudnia 2006 w Chichesterze) – brytyjska aktorka komediowa, najszerzej znana z serialu Pan wzywał, milordzie?, gdzie wcielała się w zdziwaczałą staruszkę, Lady Lavender.

## Życiorys
Pochodziła z dobrze sytuowanej rodziny, jej ojciec był prawnikiem z praktyką w Londynie. Karierę aktorską rozpoczęła w okresie międzywojennym, pierwszy stały angaż dostała w teatrze w Amersham. W 1943 zadebiutowała na West Endzie, w sztuce Junior Miss. Występowała także w licznych spektaklach muzycznych, z którymi przemierzała kraj. W 1956 Jimmy Perry zaprosił ją do zespołu Palace Theatre w Watford, którego był dyrektorem. Występowała tam przez wiele kolejnych lat, na scenie tej poznała także młodszego od niej o 20 lat aktora Johna Clegga, którego poślubiła w 1959 roku.
W telewizji zadebiutowała bardzo późno, bo dopiero jako sześćdziesięciolatka, epizodyczną rolą w serialu Armia tatuśka. Później grała gościnnie również w tak znanych produkcjach jak Hotel Zacisze, Are You Being Served?, Hi-de-Hi! czy też It Ain’t Half Hot Mum, gdzie ważnym członkiem stałej obsady był jej mąż. Swoją pierwszą stałą rolę telewizyjną grała w sitcomie Sorry!, ale zdecydowanie najpopularniejszą wykreowaną przez nią postacią okazała się Lady Lavender z Pan wzywał, milordzie?, gdzie grała we wszystkich odcinkach, od pilota z 1988 roku aż do końca ostatniej serii w 1993 roku.
Po zakończeniu tej produkcji Pugh przeszła na emeryturę, na której przeżyła jeszcze trzynaście lat. Zmarła pod koniec 2006 roku, w wieku 92 lat.